# Veslanje na Poletnih olimpijskih igrah 1924
Veslanje na Poletnih olimpijskih igrah 1924 v Parizu je obsegalo sedem disciplin v moški konkurenci. Tekme so se odvijale od nedelje, 13. julija 1924 do četrtka, 17. julija 1924.

## Medalje
| Event                 | Zlato | Srebro | Bron |
| Enojec                | Jack Beresford Združeno kraljestvo | William Gilmore ZDA | Josef Schneider Švica |
| Dvojni dvojec         | ZDA · Paul Costello · Jack Kelly | Francija · Marc Detton · Jean-Pierre Stock                                                                                           | Švica Rudolf Bosshard Heinrich Thoma |
| Dvojec brez krmarja   | Nizozemska Teun Beijnen Willy Rösingh | Francija · Maurice Bouton · Georges Piot                                                                                             | ni bila podeljena |
| Dvojec s krmarjem     | Švica Edouard Candeveau Alfred Felber Émile Lachapelle | Italija Ercole Olgeni Giovanni Scatturin Gino Sopracordevole                                                                         | ZDA · Leon Butler · Harold Wilson · Edward Jennings |
| Četverec brez krmarja | Združeno kraljestvo Charles Eley James MacNabb Robert Morrison Terence Sanders                                                                                           | Kanada Archibald Black George MacKay Colin Finlayson William Wood                                                                    | Švica Emile Albrecht Alfred Probst Eugen Sigg Hans Walter |
| Četverec s krmarjem   | Švica Emile Albrecht Alfred Probst Eugen Sigg Hans Walter Walter Lossli                                                                                                  | Francija · Eugène Constant · Louis Gressier · Georges Lecointe · Raymond Talleux · Ernest Barberolle                                 | ZDA · Robert Gerhardt · Sidney Jelinek · Edward Mitchell · Henry Welsford · John Kennedy                                                                           |
| Osmerec               | ZDA · Leonard Carpenter · Howard Kingsbury · Alfred Lindley · John Miller · James Rockefeller · Frederick Sheffield · Benjamin Spock · Alfred Wilson · Laurence Stoddard | Kanada Arthur Bell Robert Hunter William Langford Harold Little John Smith Warren Snyder Norman Taylor William Wallace Ivor Campbell | Italija Antonio Cattalinich Francesco Cattalinich Simeone Cattalinich Giuseppe Crivelli Latino Galasso Pietro Ivanov Bruno Sorich Carlo Toniatti Vittorio Gliubich |

1. ↑  Uradno poročilo kaže na to, da je tretje mesto osvojil britanski čoln (Gordon Killick in Charles Southgate), ker pa ni nastopil na finalu z ostalima čolnoma, jima ni pripadla bronasta medalja.
2. ↑  Podatkovna baza Mednarodnega olimpijskega komiteja to medaljo pripisuje A. Mariacherju. Tudi uradno poročilo navaja Mariacherja namesto Finlaysona. Stran Kanadskega olimpijskega komiteja Arhivirano 2007-10-13 na Wayback Machine. pa navaja kot tekmovalca Finlaysona in ne Mariacherja.

## Države udeleženke
Na igrah je nastopilo 182 veslačev iz 14 držav:
- Argentina - 9
- Avstralija - 10
- Belgija - 15
- Brazilija - 2
- Kanada - 14
- Francija - 23
- Združeno kraljestvo - 21
- Madžarska - 7
- Italija - 17
- Nizozemska - 17
- Poljska - 6
- Španija - 10
- Švica - 11
- ZDA - 20

## Medalje
| Mesto  | Država              | Zlato | Srebro | Bron | Skupaj |
| 1      | ZDA                 | 2     | 1      | 2    | 5      |
| 2      | Švica               | 2     | 0      | 3    | 5      |
| 3      | Združeno kraljestvo | 2     | 0      | 0    | 2      |
| 4      | Nizozemska          | 1     | 0      | 0    | 1      |
| 5      | Francija            | 0     | 3      | 0    | 3      |
| 6      | Kanada              | 0     | 2      | 0    | 2      |
| 7      | Italija             | 0     | 1      | 1    | 2      |
|        |                     |       |        |      |        |
| Skupaj | Skupaj              | 7     | 7      | 6    | 20     |